# 解放 (1970年代电影)
《解放》（羅馬化：Osvobozhdeniye）是1970年和1971年上映的苏联电影，由尤里·奧澤羅夫指导，剧本由尤里·瓦西里耶维奇·邦达列夫创作，苏联、东德、波兰、意大利和南斯拉夫共同参与。该片主要讲述了苏德战争，涉及其中的五大战役。该片展现了苏联官方的历史观点，许多不合时宜的历史事实被隐去。有评论称该电影为“神话的百科全书”，其中雅科夫·朱加什维利的女儿加琳娜称，她的祖父从来没有说过该电影中的台词“我不会用一个元帅和一个士兵做交换”，是该电影原创的。